# Дирсеу
Дирсе́у Жозе́ Гимара́йнс (порт. Dirceu José Guimarães; 15 июня 1952, Куритиба — 15 сентября 1995, Рио-де-Жанейро) — бразильский футболист, более известный как Дирсеу.

## Биография
Дирсеу прозван «цыганом» за многочисленные смены команд: он выступал за бразильские, итальянские, мексиканские команды, за клуб из США, а также в Испании за «Атлетико Мадрид». Дирсеу был настоящим современным центральным нападающим с отличной техникой и видением игры, был наделён редкой силой удара и точностью. Он оставил наилучшее воспоминание о себе — он был лучшим как футболист, и как человек — в каждом клубе, где он сыграл.
Дирсеу погиб в автокатастрофе 15 сентября 1995 года в возрасте 43 лет. В городе Эболи в честь Дирсеу назван муниципальный стадион на 15 тысяч мест.

## Достижения
Клубные:
- Чемпион штата Парана: 1971, 1972
- Чемпион штата Рио-де-Жанейро: 1976, 1977, 1988
- Обладатель Кубка Винья-дель-Мар: 1976

Национальные:
- Участник чемпионатов мира: 1974, 1978, 1982
- Бронзовый призёр чемпионата мира: 1978